# Nucet
Nucet là một thị xã thuộc hạt Bihor, România. Dân số thời điểm năm 2002 là 2394 người.